# Condono edilizio
Il condono edilizio è un particolare tipo di condono che permette di sanare le opere edilizie in contrasto con le norme urbanistiche e di conseguenza di eliminare i possibili provvedimenti sanzionatori.
Con il condono edilizio è possibile sanare fenomeni di abusivismo compiuti nell'ambito delle regole di costruzione, di ampliamento o di modifiche di natura edilizia.
La durata temporale del condono è limitata nel tempo, ossia sottoposta a un termine iniziale e un termine finale entro il quale aderire su base non obbligatoria.

## Condoni edilizi in Italia
In Italia sono state emanate tre leggi di condono edilizio:
- Legge n. 47 del 28 febbraio 1985, art. 13 (Governo Craxi I) [3]
- Legge n. 724 del 23 dicembre 1994, art. 39 (Governo Berlusconi I) [4]
- Legge n. 326 del 24 novembre 2003 (Governo Berlusconi II) [5]

A questi si aggiunge una serie di condoni introdotti tramite Decreto-legge, molti dei quali poi decaduti per mancata conversione in legge da parte del Parlamento.